# Cassida hemisphaerica
Cassida hemisphaerica es un coleóptero de la familia Chrysomelidae.
Fue descrita científicamente en 1799 por Herbst.